# Gródek (Petite-Pologne)
Pour les articles homonymes, voir Gródek.
Gródek est une localité polonaise de la gmina de Grybów, située dans le powiat de Nowy Sącz en voïvodie de Petite-Pologne.